# Andre Franke (Genetiker)

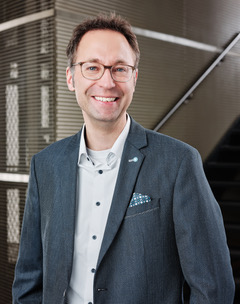
Andre Franke, 2021

Andre Wilhelm Franke (* 16. Oktober 1978 in El Paso, Texas) ist ein deutsch-US-amerikanischer Genetiker, Wissenschaftler und Universitätsprofessor. Er ist ordentlicher W3-Professor für Molekulare Medizin an der Christian-Albrechts-Universität zu Kiel und geschäftsführender Direktor des Instituts für Klinische Molekularbiologie. Franke ist vor allem für seine Arbeit in den Bereichen Genetik, genomweite Assoziationsstudien, Mikrobiom und internistische Forschung bekannt. Er integriert bioinformatische Entwicklungen mit neuen Technologien, chronischen Entzündungskrankheiten und hat die genetische Architektur verschiedener komplexer Krankheiten und Merkmale untersucht.

## Ausbildung
Franke immatrikulierte sich an der Christian-Albrechts-Universität zu Kiel und schloss sein Studium 2003 mit einem Diplom in Biologie ab. Von 2004 bis 2006 forschte er im Rahmen eines Doktor rerum naturalium am Institut für Klinische Molekularbiologie unter der Leitung von Stefan Schreiber und Thomas C.G. Bosch auf dem Gebiet der komplexen Krankheitsgenetik. Seine Dissertation trug den Titel Eine systematische genomweite Assoziationsanalyse für entzündliche Darmerkrankungen.

## Karriere
Nach seiner Promotion zum Dr. rerum naturalium und einem Kurzen Postdoc begann Franke seine akademische Laufbahn zwischen 2008 und 2011 als Assistenzprofessor für Epitheliale Barrierekrankheiten im Rahmen des DFG-Exzellenzclusters 306.
Als Gastwissenschaftler von Mentor Richard S. Blumberg war Franke 2011 auch am Broad Institut des MIT und Harvard in Boston tätig. Später wurde er an der Christian-Albrechts-Universität zu Kiel auf eine volle W3-Professur berufen und hat diese seit 2016 inne.
Seit 2011 ist Franke Direktor des Instituts für Klinische Molekularbiologie.

## Forschung
Franke ist Autor von über 730 Veröffentlichungen und hat einen Web of Science h-Index von 110. Er gehört weltweit zu den meistzitierten Wissenschaftlern in der Kategorie „Cross Field“. In den Literaturrankings des Laborjournals für die D-A-CH Region belegt Franke Platz 3 im Fachbereich Gastroenterologie und Hepatologie, Platz 8 für Humangenetik und Platz 2 für Hautforschung. Zu seinen Forschungsschwerpunkten gehören Genetik/Genomik/Immungenetik, Bioinformatik, das menschliche Mikrobiom und Hochdurchsatz-Sequenzierungstechnologien. Er hat an genomweiten Assoziationsstudien, Analysen auf der Grundlage von Einzelnukleotid-Polymorphismen und komplexen Krankheiten gearbeitet. Er hat die Aspekte der genetischen Architektur, der genetischen Variabilität und der Populationsgenetik erforscht, wobei sein Hauptaugenmerk auf entzündlichen Darmerkrankungen (CED), einschließlich Morbus Crohn und Colitis ulcerosa, lag. Weitere Forschungsschwerpunkte waren die Krankheiten Psoriasis und primär sklerosierende Cholangitis.

### Genomweite Assoziationsstudie
Frankes Arbeit in genomweiten Assoziationsstudien konzentrierte sich hauptsächlich auf die Identifizierung von Krankheitsgenen für entzündliche Erkrankungen wie Morbus Crohn und Colitis ulcerosa. Während seiner Promotion im Jahr 2006 führte er den ersten genomweiten Assoziationsscan von nicht-synonymen SNPs in einem Fall-Kontroll-Panel mit Morbus-Crohn-Patienten und Kontrollpersonen durch. Die Identifizierung eines mit Morbus Crohn assoziierten kodierenden SNPs in ATG16L1 führte zu der Beschreibung, dass die Autophagie ein wichtiger Signalweg ist, der bei Patienten mit Morbus Crohn gestört ist. Eine Forschungsstudie aus dem Jahr 2010, die eine genomweite Assoziations-Metaanalyse und Replikationsstudie für Morbus Crohn durchführte, identifizierte 71 neue Loci, die mit der Krankheit assoziiert sind, und vervollständigte damit die genetische Architektur der entzündlichen Darmerkrankungen. Später trat Franke dem International IBD Genetics Consortium (IIBDGC) bei, wo er Mitglied des Lenkungsgremiums ist.
Franke führte systematische transethnische Assoziationsstudien für CED durch, an denen Menschen europäischer, ostasiatischer, indischer und iranischer Abstammung teilnahmen. Neben der Durchführung traditioneller genomweiter Assoziationsanalysen, untersuchte er auch systematisch die HLA-Region (Humanes Leukozyten-Antigen) in CED-Kohorten verschiedener Ethnien.
Franke hat auch die Genetik der Psoriasis untersucht und führte mehrere genetische Assoziationsstudien für diese Krankheit durch. Weitere Forschungsarbeiten konzentrierten sich auf die Risikobewertung der Entwicklung von Psoriasis-Arthritis bei Psoriasis-Patienten und zeigten, dass die zugrundeliegenden genetischen Unterschiede zwischen den Psoriasis-Subtypen für eine individualisierte Risikobewertung der Subtypen genutzt werden können. Er trug auch zu einer Studie bei, die darauf abzielte, genetische Varianten für die Gallensteinerkrankung zu identifizieren. Durch Transkriptkartierung, Mutationserkennung und Assoziationsanalyse in einer ethnisch unterschiedlichen Population wurde rs11887534 (ABCG8-D19H) als krankheitsrelevanter Faktor identifiziert.
Im Jahr 2020, während der ersten Welle der Corona-Virus-Epidemie, untersuchte Franke die genetische Anfälligkeit für SARS-CoV-2, um genetische Faktoren zu ermitteln, die zur Variation und Entwicklung von COVID-19 wie der Krankheitsschwere beitragen. In dieser ersten genomweiten Assoziationsstudie für COVID-19 wurde das ABO-Blutgruppensystem als Faktor für die Anfälligkeit für eine SARS-CoV-2-Infektion identifiziert, während Varianten in dem Gencluster auf Chromosom 3p21.31 als wichtige Faktoren für die Krankheitsschwere ermittelt wurden.
Franke koordinierte außerdem genetische Studien, die zur Identifizierung der ersten Krankheitsgene für das chronische Venenleiden, und das Hämorrhoidalleiden (die ersten 102 Krankheitsloci für diese Krankheit) führten.

### Mikrobiom-Studien
Später in seiner Karriere konzentrierte er sich auf die Sequenzanalyse des Mikrobioms, das zu diesem Zeitpunkt mit kulturfreien sequenzbasierten Analysen untersucht werden konnte. In einem Interview mit dem Deutschen Zentrum für Forschung und Innovation – New York sagte er, dass seine aktuelle Arbeit darauf abzielt, „die relevanten Gene im menschlichen Genom zu identifizieren, die an den Interaktionen zwischen Wirt und Mikrobiom beteiligt sein könnten“. Wichtige wissenschaftliche Beiträge waren die ersten Mikrobiom-Genom-weiten Assoziationsstudien (mGWAS), die zur Identifizierung verschiedener Gene und Varianten im menschlichen Genom führten, die an der Interaktion zwischen Wirt und Bakterien beteiligt sind. Bedeutende Gene, die in diesen Studien gefunden wurden, waren der Vitamin-D-Rezeptor (VDR) und das ABO-Blutgruppengen.

## Auszeichnungen und Ehrungen
- 2008 – Hensel-Preis, CAU Kiel[30]
- 2011 – Janssen-Preis, Janssen Dermatologie[31]
- 2011 – W2 Peter Hans-Hofschneider-Stiftungsprofessur, Stiftung für Experimentelle Biomedizin[32]
- 2012 – Ludwig-Demling-Forschungspreis, Deutsche Morbus Crohn und Colitis Stiftung[33]
- 2017 – Thannhauser-Preis, DGVS (Deutsche Gesellschaft für Verdauungs- und Stoffwechselkrankheiten)[34][35]
- 2017 – Schleswig-Holsteinische Exzellenzprofessur[36]
- 2020 – Innovations- und Transferpreis der Petersen-Stiftung

## Publikationen
- J. Hampe, A. Franke, P. Rosenstiel, A. Till, M. Teuber, K. Huse, ... & S. Schreiber: A genome-wide association scan of nonsynonymous SNPs identifies a susceptibility variant for Crohn disease in ATG16L1. In: Nature Genetics. Band 39, Nr. 2, 2007, S. 207–211.
- A. Franke, D. P. McGovern, J. C. Barrett, K. Wang, G. L. Radford-Smith, T. Ahmad, ... & Parkes, M.: Genome-wide meta-analysis increases to 71 the number of confirmed Crohn's disease susceptibility loci. In: Nature Genetics. Band 42, Nr. 12, 2010, S. 1118–1125.
- U. Fischer, M. Forster, A. Rinaldi, T. Risch, S. Sungalee, H. J. Warnatz, ... & M. L. Yaspo: Genomics and drug profiling of fatal TCF3-HLF− positive acute lymphoblastic leukemia identifies recurrent mutation patterns and therapeutic options. In: Nature Genetics. Band 47, Nr. 9, 2015, S. 1020–1029.
- J. Wang, L. B. Thingholm, J. Skiecevičienė, P. Rausch, M. Kummen, J. R. Hov, ... & A. Franke: Genome-wide association analysis identifies variation in vitamin D receptor and other host factors influencing the gut microbiota. In: Nature Genetics. Band 48, Nr. 11, 2016, S. 1396–1406.
- Severe Covid-19 GWAS Group: Genomewide association study of severe Covid-19 with respiratory failure. In: New England Journal of Medicine. Band 383, Nr. 16, 2020, S. 1522–1534.
- M. C. Rühlemann, B. M. Hermes, C. Bang, S. Doms, L. Moitinho-Silva, L. B. Thingholm, ... & A. Franke: Genome-wide association study in 8,956 German individuals identifies influence of ABO histo-blood groups on gut microbiome. In: Nature Genetics. Band 53, Nr. 2, 2021, S. 147–155.